# Elecciones presidenciales de Austria de 2022
Las elecciones presidenciales se realizaron en Austria el 9 de octubre de 2022. El titular Alexander Van der Bellen fue reelegido para un segundo mandato.

## Fecha
Hasta 2016, las elecciones presidenciales se llevaron a cabo durante la primavera, pero debido a que la segunda vuelta electoral de 2016 tuvo que repetirse en diciembre por orden del Tribunal Constitucional, la fecha de las próximas elecciones en 2022 también se retrasó aproximadamente medio año. La fecha exacta para la nueva elección será establecida por una comisión parlamentaria conjunta durante la primavera / verano de 2022 y la elección debe realizarse aproximadamente tres meses después de que se fijó esa fecha debido a razones de calendario / fechas límite. No hay una fecha definitiva sobre cuándo pueden tener lugar las elecciones en 2022, el único requisito es que el presidente electo deba prestar juramento antes del 26 de enero de 2023. Pero nunca ha sucedido que las elecciones austriacas estuvieran programadas para Navidad o Año Nuevo (o durante las vacaciones escolares de verano entre principios de julio y mediados de septiembre), lo que significa que, según el consenso de los medios, definitivamente sucederá en 2022, muy probablemente durante el otoño.
La fecha de la elección se fijó para el 9 de octubre de 2022.

## Sistema electoral
El presidente de Austria es elegido directamente por sufragio universal de adultos una vez cada seis años. La elección se lleva a cabo bajo un sistema de dos vueltas; si ningún candidato recibe más del 50% de los votos emitidos en la primera ronda, se realiza una segunda votación en la que solo pueden presentarse los dos candidatos que recibieron el mayor número de votos en la primera ronda. La constitución otorga al presidente el poder de nombrar al Canciller y, por extensión, a los ministros del gabinete federal, los jueces de la Corte Suprema, los oficiales militares y la mayoría de los burócratas importantes. El presidente puede disolver el Consejo Nacional. En la práctica, sin embargo, el presidente actúa como una figura decorativa.

## Candidatos
- Michael Brunner - abogado, líder del partido MFG
- Gerald Grosz  – Comentarista de televisión, empresario, autor y expresidente de la BZÖ (2013–2015)[4]
- Walter Rosenkranz - Defensor del Pueblo del Consejo Nacional, exdiputado y exlíder del grupo parlamentario del FPÖ en el Consejo Nacional, exlíder del FPÖ en Baja Austria[5]
- Heinrich Staudinger - empresario, fabricante de calzado
- Alexander Van der Bellen - Presidente de Austria (2017-presente)
- Tassilo Wallentin  – abogado, columnista y autor[6]
- Dominik Wlazny (alias Marco Pogo) - Médico y líder del grupo musical Turbobier, líder de El Partido de la Cerveza (2014-presente)[7]

## Encuestas
| Encuestador                      | Fecha      | Van der Bellen | Rosenkranz | Wlazny (Pogo) | Wallentin | Grosz | Brunner | Staudinger |
| -------------------------------- | ---------- | -------------- | ---------- | ------------- | --------- | ----- | ------- | ---------- |
| INSA / eXXpress                  | 07.10.2022 | 48,5 %         | 14,5 %     | 12,5 %        | 9,0 %     | 9,0 % | 3,0 %   | 3,5 %      |
| OGM / Kurier                     | 01.10.2022 | 58 %           | 16 %       | 8 %           | 9 %       | 5 %   | 3 %     | 1 %        |
| Market-Lazarsfeld / ÖSTERREICH   | 29.09.2022 | 56 %           | 16 %       | 9 %           | 8 %       | 6 %   | 3 %     | 2 %        |
| Market-Lazarsfeld / ÖSTERREICH   | 22.09.2022 | 51 %           | 16 %       | 12 %          | 9 %       | 7 %   | 4 %     | 1 %        |
| Unique Research / Profil / Heute | 17.09.2022 | 59 %           | 13 %       | 7 %           | 8 %       | 9 %   | 2 %     | 2 %        |
| Market-Lazarsfeld / ÖSTERREICH   | 15.09.2022 | 51 %           | 14 %       | 13 %          | 9 %       | 7 %   | 5 %     | 1 %        |
| Market-Lazarsfeld / ÖSTERREICH   | 08.09.2022 | 45 %           | 18 %       | 14 %          | 10 %      | 6 %   | 4 %     | 3 %        |